# Chalcodermus bimaculatus
Chalcodermus bimaculatus – gatunek chrząszcza z rodziny ryjkowcowatych.

## Zasięg występowania
Ameryka Południowa, notowany w Brazylii.

## Budowa ciała
Przednia krawędź pokryw nieznacznie szersza od przedplecza. Na ich powierzchni wyraźne, grube punktowanie. Przedplecze szerokie, niemal prostokątne w tylnej części, z wyraźną, skierowaną ku przodowi ostrogą, z przodu mocno zwężone,  grubo punktowane na całej powierzchni.
Ubarwienie ciała czarne, połyskujące.

## Znaczenie dla człowieka
Jest uważany za szkodnika fasoli.